# Ricardo Ibáñez
Ricardo Ibáñez Conde (nacido el 5 de octubre de 1949 en Baracaldo, Vizcaya, España) es un exfutbolista español. Jugaba de delantero y su primer club fue el Athletic Club.

## Carrera
Se formó en la cantera del Athletic Club, llegando al primer equipo en 1968. Debutó el 23 de febrero de 1969 en una derrota por 2-0 ante la Real Sociedad. Permaneció en el Athletic Club hasta 1973, con muy poca continuidad (25 partidos y cinco goles). En su etapa en el club vasco, formó parte del equipo que conquistó dos títulos de Copa (1969 y 1973).
En 1973 fichó por el Cádiz CF, en donde jugó hasta el año 1980. Ese año fichó por el Recreativo de Huelva, donde colgó las botas en 1981.

## Clubes
| Club                 | País   | Año       |
| -------------------- | ------ | --------- |
| Athletic Club        | España | 1968-1973 |
| Cádiz CF             | España | 1973-1980 |
| Recreativo de Huelva | España | 1980-1981 |

## Palmarés
| Título                | Club          | País   | Año  |
| --------------------- | ------------- | ------ | ---- |
| Copa del Generalísimo | Athletic Club | España | 1969 |
| Copa del Generalísimo | Athletic Club | España | 1973 |